# Cantone di Miélan
Il Cantone di Miélan era una divisione amministrativa dell'arrondissement di Mirande.
A seguito della riforma approvata con decreto del 26 febbraio 2014, che ha avuto attuazione dopo le elezioni dipartimentali del 2015, è stato soppresso.

## Composizione
Comprendeva i comuni di:
- Aux-Aussat
- Barcugnan
- Betplan
- Castex
- Duffort
- Estampes
- Haget
- Laguian-Mazous
- Malabat
- Manas-Bastanous
- Miélan
- Montaut
- Mont-de-Marrast
- Montégut-Arros
- Sadeillan
- Sainte-Aurence-Cazaux
- Sainte-Dode
- Sarraguzan
- Villecomtal-sur-Arros